# 沙泰勒莫龙
沙泰勒莫龙（法語：Châtel-Moron，法語發音：[ʃatɛl mɔʁɔ̃]）是法国索恩-卢瓦尔省的一个市镇，属于索恩河畔沙隆区。

## 地理
沙泰勒莫龙（46°47'36"N, 4°38'49"E）面积6.54 平方千米，位于法国勃艮第-弗朗什-孔泰大區索恩-卢瓦尔省，该省份为法国中部省份，北起顺时针与科多尔省、汝拉省、安省、罗讷省、卢瓦尔省、阿列省和涅夫勒省接壤。
与沙泰勒莫龙接壤的市镇（或旧市镇、城区）包括：德讷河畔圣贝兰、巴里泽、让布勒、莫雷、圣埃莱娜、圣马尔德沃。

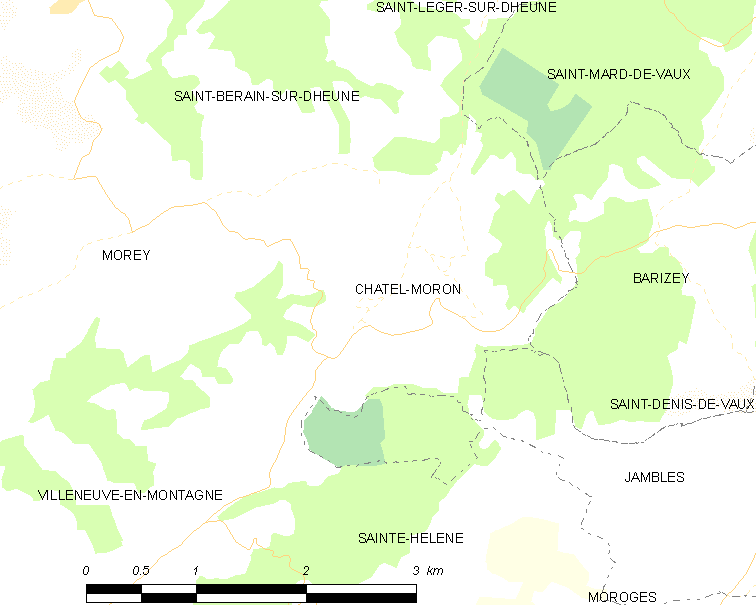
沙泰勒莫龙的OSM定位图

沙泰勒莫龙的时区为UTC+01:00、UTC+02:00（夏令时）。

## 行政
沙泰勒莫龙的邮政编码为71510，INSEE市镇编码为71115。

## 政治
沙泰勒莫龙所属的省级选区为日夫里县。

## 人口

1962-2008年间沙泰勒莫龙人口变化图示

沙泰勒莫龙于2022年1月1日时的人口数量为83人。